# Beauftragter für Öffentlichkeitsarbeit (THW)

Dienststellungskennzeichen eines Beauftragten für Öffentlichkeitsarbeit

Der Beauftragte für Öffentlichkeitsarbeit (BÖ) ist beim Technischen Hilfswerk für die Öffentlichkeitsarbeit zuständig und als Mitglied des OV-Stabs in den internen Informationsfluss des Ortsverbands eingebunden. Der BÖ unterstützt den Ortsbeauftragten bei allen öffentlichkeitswirksamen Maßnahmen.
Zu diesen Maßnahmen gehören:
- die Helferwerbung;
- Kontakt zu den örtlichen Massenmedien;
- Pressearbeit und Mitwirkung an Veröffentlichungen und Publikationen für organisationsinterne und externe Medien;
- Organisation von zielgruppenorientierten Präsentationen (Vorträge, Werbe- und Informationsveranstaltungen), insbesondere Themenauswahl, Ablaufgestaltung, Moderation und Gästebetreuung.

Außerdem ist er für die Dokumentation und Archivierung von Aktionen (Einsätze, Jubiläen, Übungen etc.) innerhalb des Ortsverbandes zuständig.
Für diese Tätigkeiten kann der BÖ nach Absprache mit seinem Vorgesetzten, dem stellvertretenden Ortsbeauftragten, durch andere Helfer des Ortsverbandes zeitbegrenzt unterstützt werden.

## Qualifikation

### Lehrgänge und Prüfungen
THW-spezifische Kenntnisse der Öffentlichkeitsarbeit können in diversen Lehrgängen (auf Bundesebene an der THW-Bundesschule mit den Standorten Neuhausen und Hoya sowie der Akademie der Bundeswehr für Information und Kommunikation in Strausberg) und in den Landesverbänden erworben werden.

#### Lehrgänge
- Öffentlichkeitsarbeit im THW für BÖ, Ortsbeauftragter (OB), stv. OB und HA
- FL Medien I
- FL Medien II
- FL Medien III Öffentlichkeitsarbeit und Dokumentation im Einsatz
- FL Veranstaltungen
- FL Printmedien